# Николаевка (Еткульский район)
Николаевка — деревня в Еткульском районе Челябинской области России. Входит в состав Каратабанского сельского поселения.

## География
Деревня находится на востоке Челябинской области, в лесостепной зоне, на восточном берегу озера Саксан, на расстоянии 24 километров (по прямой) к юго-востоку от села Еткуль, административного центра района. Абсолютная высота 215 метров над уровнем моря.

## Население
| 2002 | 2010 |
| ---- | ---- |
| 283  | ↗300 |

Гендерный состав
По данным Всероссийской переписи населения 2010 года в гендерной структуре населения мужчины составляли 46,3 %, женщины — 53,7 %.
Национальный состав
Согласно результатам переписи 2002 года, в национальной структуре населения русские составляли 88 %.

## Улицы
Уличная сеть деревни состоит из трёх улиц и одного переулка.